# Северный шмель
Шмель северный (Bombus hyperboreus) — это шмель, обитающий в Арктике. Распространён циркумполярно, встречается в Канаде, на Аляске, в Гренландии, на севере Скандинавии и России.

Паразитирует в гнёздах полярного шмеля, убивая маток и заставляя рабочих шмелей служить новому хозяину. 

В связи с таким паразитическим образом жизни, у этого вида не бывает рабочих особей. Матки и трутни внешне похожи. Грудь и передняя часть брюшка — коричневато-оранжевые. На брюшке — чёрная поперечная полоска. 